# Habronattus cuspidatus
Habronattus cuspidatus är en spindelart som beskrevs av Griswold 1987. Habronattus cuspidatus ingår i släktet Habronattus och familjen hoppspindlar. Inga underarter finns listade i Catalogue of Life.